# Slangenarend
De slangenarend (Circaetus gallicus) is een vogel uit de familie van havikachtigen (Accipitridae).

## Kenmerken
De slangenarend is 62 tot 69 cm lang en heeft een spanwijdte van 1,62 tot 1,78 m. Het is dus een vrij grote arend met zwart relatief grote, uilachtige kop (met grote gele ogen). In alle kleden heeft de soort een zeer lichte onderzijde, met in de meeste gevallen een donkere kop (bivakmuts), maar ook exemplaren met een lichte kop komen voor. De vleugels zijn lang en breed, zonder polsvlekken op de ondervleugels. In glijvlucht wordt de pols op een kenmerkende wijze gehoekt naar voren gehouden. De staart is vrij lang, scherp gehoekt en recht afgesneden, gebandeerd met een aantal smalle donkere dwarsbanden en een donkere eindband.

## Leefwijze
De slangenarend zoekt zijn prooi (reptielen) door vrij langzaam boven open gebieden te vliegen, waarbij hij veelvuldig bidt, met hangende poten en een naar beneden gerichte kop. Omdat slangen en hagedissen 's winters niet voorhanden zijn, trekt de slangenarend in de herfst naar het zuiden. Bij een zomers verblijf (van 51 dagen) in 2014 in de Kalkense Meersen, een gebied zonder slangen en hagedissen, werd echter geconstateerd dat deze vogel zich tegoed deed aan padden, kikkers, een konijn en een wezel.

## Verspreiding en leefgebied
De soort overwintert ten zuiden van de Sahara. De slangenarend broedt in het oosten, zuidoosten en zuidwesten van Europa tot centraal Azië, noordwestelijk China, India en de Kleine Soenda-eilanden in afgelegen open landschappen met bomen en in moerassige gebieden met reptielen.

### Nederland en België als leefgebied
Tot medio jaren 90 was deze soort in Nederland een zeldzame dwaalgast, met slechts zeven gevallen tot 1993, maar vanaf 1996 gebeurt het regelmatig dat in reptielenrijke gebieden slangenarenden overzomeren; soms één, maar soms ook twee exemplaren. Vaak gaat het daarbij om onvolwassen vogels. Nationaal Park de Hoge Veluwe, en het Fochteloërveen zijn gebieden waarin 's zomers regelmatig de slangenarend kan worden waargenomen. Vooral het Fochteloërveen blijkt aantrekkingskracht op de soort uit te oefenen. Van 2001 tot en met 2007 waren hier onvolwassen vogels aanwezig (behalve in 2004; in dat jaar waren er geen bevestigde gevallen). Het gaat elk jaar om verschillende exemplaren; in 2001 waren er geruime tijd 2 vogels aanwezig, en ook in andere jaren was er soms sprake van meer dan één vogel. Wellicht behoort in de toekomst een broedgeval in Nederland tot de mogelijkheden. In België wordt sinds enkele jaren af en toe een slangenarend gesignaleerd in de Antwerpse en Limburgse heidegebieden, zoals het Groot Schietveld een terrein met veel adders waar de Slangenarend veel gesignaleerd werd in de zomer 2017. In juli 2017 werden jonge slangenarenden gespot bij zowel het Naardermeer grenzend aan de Nieuwe Keverdijkse Polder etend van ringslangen, als bij het Fochteloërveen (kolonieveld), Strabrechtse Heide, Dwingelderveld (Kraloër heide), Hoge Veluwe (Deelense veld) en Den Treek (Hazenwater), bij Leusden. In het warme 2022 werden meer onvolwassen slangenarenden waargenomen in Nederland. Begin juni 2025 werd bij Heemskerk een uitgemergelde Slangenarend gevonden, die waarschijnlijk eerder al gezien was bij Schoorl. Na een eerste opvang in Krommenie om aan te sterken, kon hij ten slotte bij de grotere Friese vogelopvang Fûgelhelling in Ureterp zijn vliegkracht versterken voordat hij op 27 juli 2025 werd vrijgelaten met een zender.

## Afbeeldingen

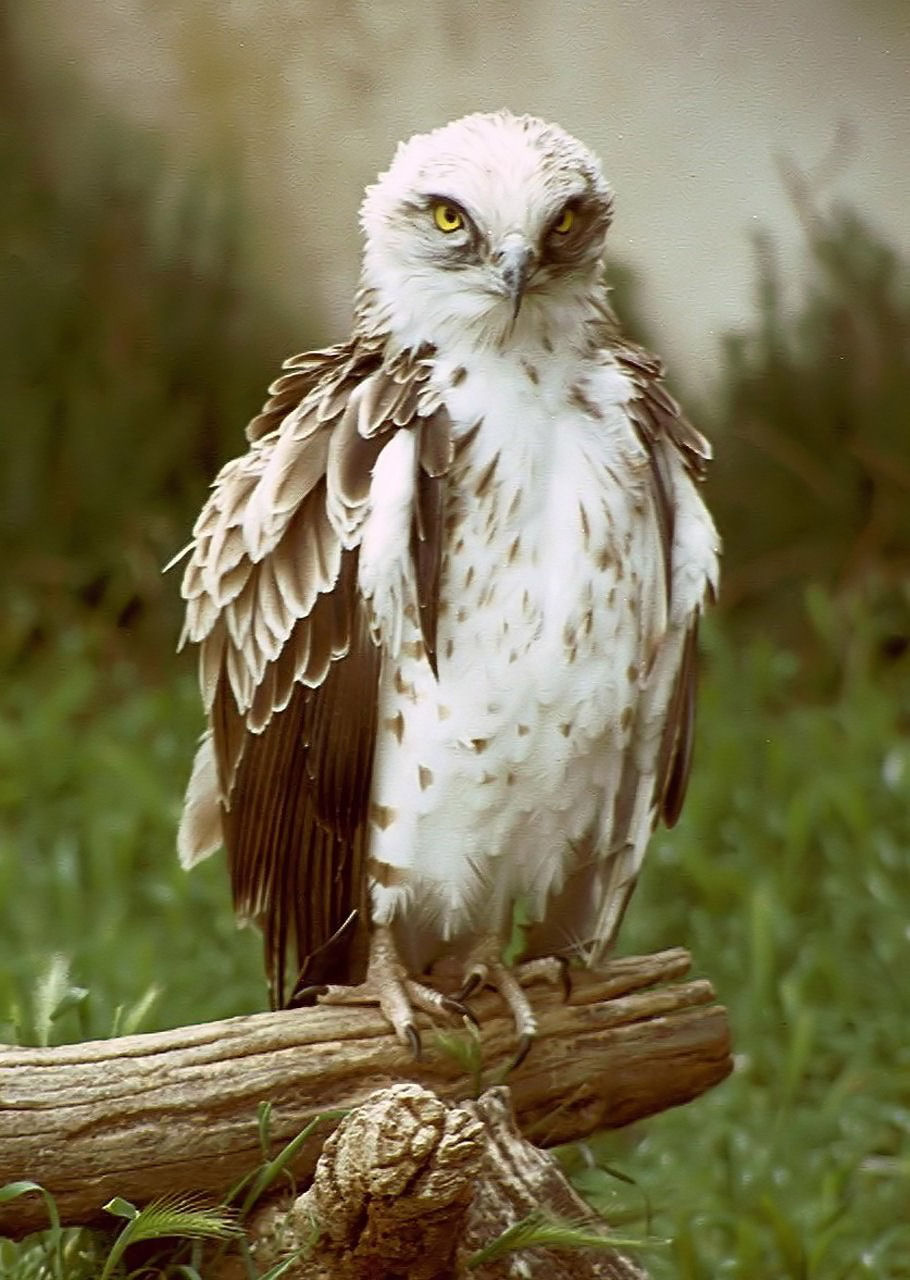
Circaetus gallicus
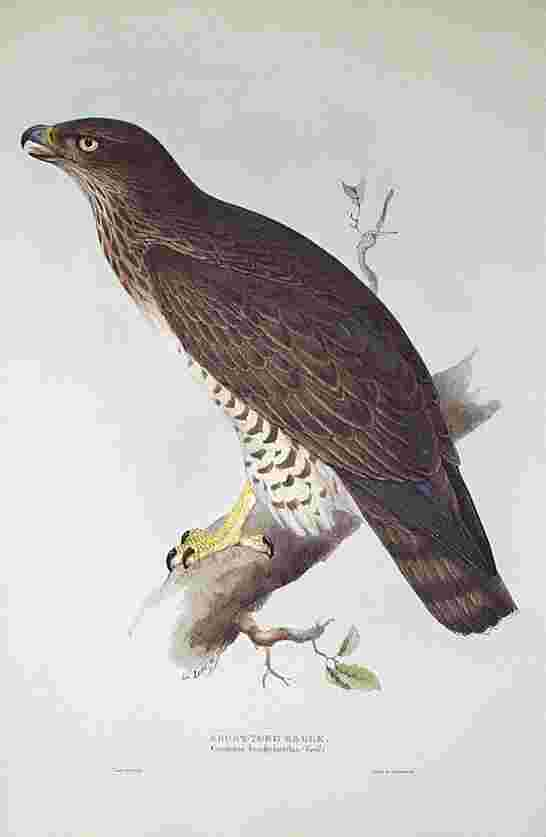
Circaetus gallicus (1832-1837), John Gould, The Birds of Europe